# 河套之患
河套之患，明朝称为套寇，是指在明英宗天顺年间和明宪宗成化年间在河套地区（河套的内蒙古部分，前套地区），因漠南蒙古的南下骚扰对明朝边疆安全的威胁。

## 背景
河套地区一直是中原帝國和游牧帝国的兵家必争之地，战略地位十分重要。明初，北元残余势力退回蒙古，在双方的的军事斗争中明朝虽取得了一些军事胜利，但明成祖的北征成效有限，自宣德年间开始明廷便采取以守备为主的政策。为了防御蒙古骑兵南下掳掠，拱卫中原腹里，在明长城一线建立了一套比较完整的防御体系，特别是建立在河套地区附近负责河套防务的大宁、东胜、开平等卫所极为重要。后又在边地逐渐形成九边军镇重点。朱棣时期，将大宁都司和东胜卫陆续撤到内地，这使得明初完整的防御体系上出现了漏洞，河套地区直接暴露在蒙古势力面前，蒙古诸部并以此为常驻之地频繁南下入寇明朝边地及中原地区。

## 过程

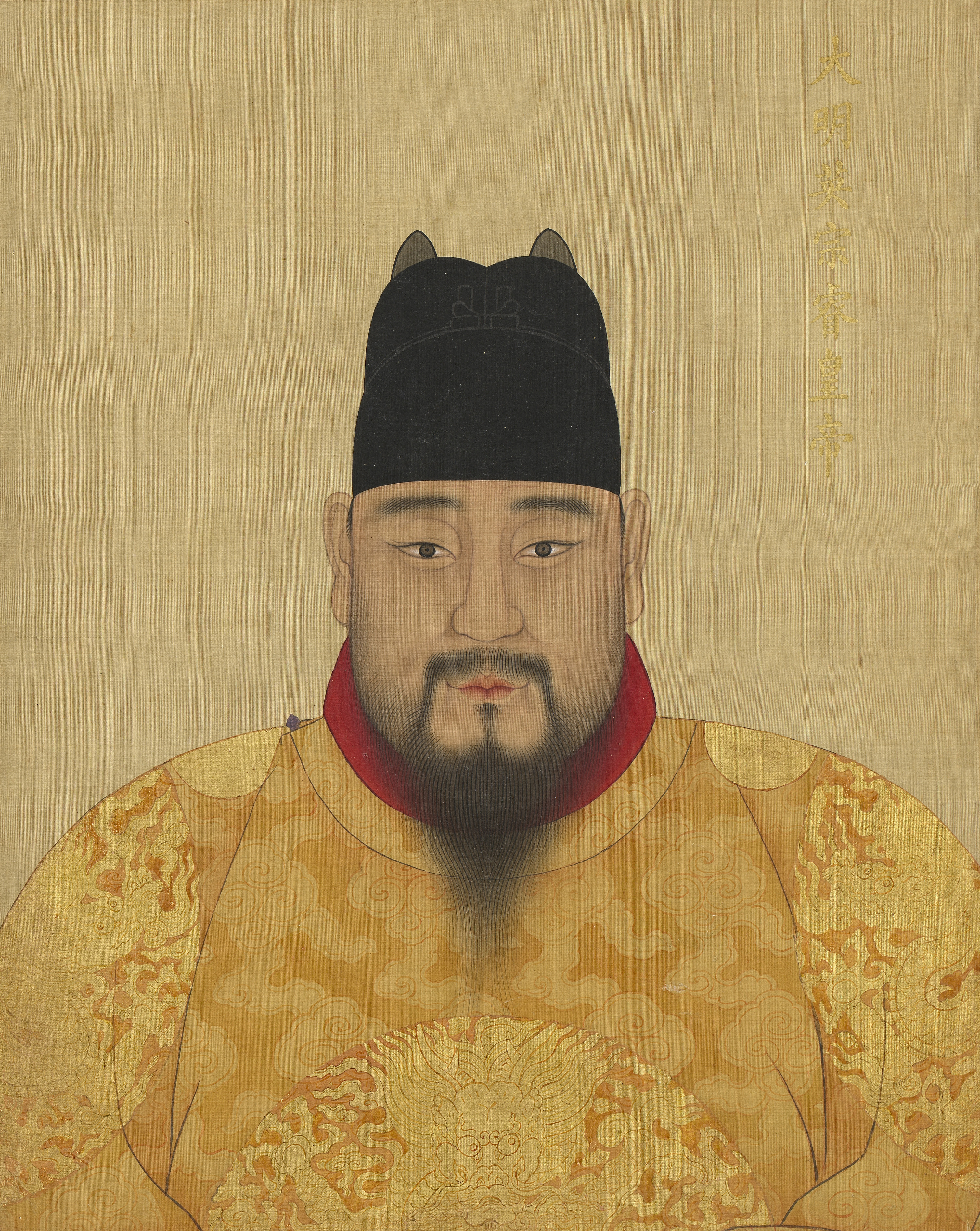
明英宗时期，河套之患逐步暴露出来。

瓦剌部的领袖也先死后，蒙古诸部短暂的统一局面结束，为了扩张势力一些部落南下滋扰明朝边疆，东部的鞑靼部也再次强盛起来。明英宗天顺年间，鞑靼部的阿罗出（呼图克图少师）率部潜入河套地区。
公元1461年（明英宗天顺五年），鞑靼部的孛来多次侵扰明朝西北地区，入寇永昌和甘州，但是被凉州都督毛忠打得大败，孛来遣使向明朝求和，恳求入贡互市贸易。明英宗朱祁镇批准了他的请求。但是孛来入贡有一个要求就是由陕西兰县入关纳贡。原先蒙古部落进入内地纳贡，都是从山西大同进京城，大同是明边防重镇，守卫森严，而兰县是进入河套草原的必经之路。
于是，鞑靼部的孛来使团经兰县入贡，然后返回河套平原，为蒙古诸部入踞河套之始。后来，乜克力部（畏兀儿亲族）的癿加思兰、亦不剌也率部在这里定居下来。盘踞在这里的蒙古人越来越多，中原地区每到秋收的时候，各部就成群结队出去抢掠汉地。
公元1465年（明宪宗成化元年），孛来等也率部进入河套地区。之后又有其他的鞑靼部入主河套地区。蒙古军事力量自占领河套地区后，遂于当地驻扎下来，从此河套就成了蒙古骚扰明朝内地的一个主要基地，而“套寇”也就成了明朝中期的主要边患。蒙古诸部年年深入明朝边地，杀烧抢掠，但当时的明朝政府无力收复河套，边患一直影响到明武宗期间。明穆宗时期的“俺答封贡”以后，明朝才缓和与蒙古的关系。

## 影响
由于河套地区被蒙古人佔領，明朝的北部边境从此长久承受蒙古人的肆虐，中国大陆现代有說法指这是明英宗朱祁镇埋下的祸患。